# Donuca xanthopyga
Donuca xanthopyga är en fjärilsart som beskrevs av Turner 1909. Donuca xanthopyga ingår i släktet Donuca och familjen nattflyn. Inga underarter finns listade i Catalogue of Life.